# روزهای گاراژ
روزهای گاراژ (انگلیسی: Garage Days) یک فیلم کمدی و درام از سینمای استرالیا به کارگردانی الکس پرویاس است که در سال ۲۰۰۲ منتشر شد. از بازیگران آن می‌توان به کیک گاری و مارتون چوکاش اشاره کرد.

## داستان
چند موزیسین جوان و آماتور اهل سیدنی، در گاراژ خانهٔ یکی از خودشان، موسیقی راک می‌نوازند و رویای تبدیل‌شدن به ستاره راک را دارند، آن‌ها برای رسیدن به این آرزو، مسیر بسیار پر پیچ و خمی را طی می‌کنند و در نهایت از این آرزوی دست نیافتنی منصرف می‌شوند.